# The First Time
The First Times es el quinto episodio de la tercera temporada de la serie de televisión estadounidense Glee, y el cuadragésimo noveno de su cómputo general. Escrito por Roberto Aguirre-Sacasa y dirigido por el coproductor ejecutivo Bradley Buecker, fue estrenado por la cadena Fox el 8 de noviembre de 2011 en los Estados Unidos}  El episodio muestra los preparativos para la realización del musical West Side Story, y la decisión de dos parejas de estudiantes —Rachel (Lea Michele) y Finn (Cory Monteith), y Kurt (Chris Colfer) y Blaine (Darren Criss)—, sobre tener relaciones sexuales.
De las seis canciones interpretadas cinco fueron lanzadas sencillos para descargar digital. De estos, "Uptown Girl", una canción cantada por los Dalton Academy Warblers que regresaron, se incluyó en el Billboard Hot 100, y también en el Canadian Hot 100. Las canciones restantes, todas de West Side Story, no se incluyeron. En su emisión inicial, este episodio fue visto por 6,91 millones de espectadores estadounidenses, el más bajo de la temporada, y obtuvo una calificación de 3.1/10 en la demografía de 18–49. La audiencia total para este episodio bajó un poco del episodio anterior.

## Desarrollo
El episodio comienza con una escena en la que Artie (Kevin McHale) aparece recorriendo los pasillos del colegio, reflexionando sobre la idea de que finalmente ha encontrado su pasión, y eso es dirigir a la gente. Luego de esto vemos a Rachel y Blaine en el auditorio ensayando la canción «Tonight» para el musical escolar de West Side Story. Al terminar la canción, Emma (Jayma Mays) y Shannon (Dot-Marie Jones) aplauden con emoción, pero Artie, sin embargo, se muestra decepcionado. Artie les dice que esa canción habla sobre el despertar sexual de Tony y María, los personajes que Blaine (Darren Criss) y Rachel (Lea Michele) interpretan en la obra respectivamente. Artie les dice a los dos que ellos carecen de la pasión suficiente en su interpretación, y les pregunta cómo fue su primera vez. Enseguida de esto, tanto Emma como Beiste se levantan y se van, evadiendo el asunto con excusas. Artie les cuenta que su primera vez fue con Brittany (Heather Morris) y que fue muy emocionante y que lo hizo sentir como un hombre, incluso a pesar de que ella lo llamó por el nombre equivocado como cuatro veces, durante y después del acto sexual.
Luego le pregunta a ellos cómo fue su primera vez y Rachel y Blaine se ponen muy nerviosos, hasta que finalmente le confiesan a Artie que ambos son vírgenes. Artie les dice que si bien respeta su decisión, como director está preocupado porque no podrán mostrar realmente los sentimientos de Tony y María si no tienen idea de lo que realmente se siente esa situación.
Blaine y Kurt (Chris Colfer) debaten sobre el sexo. Blaine recorre su antiguo colegio, Dalton Academy, y siguiendo la música, llega a la sala de coro de Los Gorriones, quienes están interpretando la canción «Uptown Girl». De pronto aparece la profesora de francés para pedirles que hagan silencio y vayan a clase, y ellos comienzan a cantarle. Blaine observa toda la presentación y finalmente los aplaude. Los Warblers se le acercan para abrazarlo y pedirle que regrese a Dalton, pero él les dice que está allí para invitarlos a la inauguración de West Side Story, y ellos prometen ir.
Luego de esto, el resto de los chicos se van de la sala pero uno de ellos se queda y se presenta ante Blaine como Sebastian Smyth (Grant Gustin). Blaine y Sebastian van a la cafetería a hablar y conocerse, ya que Sebastian confiesa ser un gran admirador de Blaine, y que lamenta mucho no haberse unido antes a los Warblers para conocerlo. Sebastian le pregunta por qué se fue del Dalton, y Blaine le termina confesando que aunque extraña el Dalton todos los días, su corazón está en el McKinley.
Más tarde se ve a Santana (Naya Rivera) y Rachel en el auditorio ensayando la canción «A Boy Like That». La escena de la canción se corta para mostrar nuevamente a Blaine y Sebastian en la cafetería. Sebastian le pide a Blaine que vuelvan a encontrarse con la excusa de que le dé consejos de Warbler, y Blaine acepta. Sebastian, en un plan para separarlos y seducir a Blaine le convence a acompañarlo a "Scandals", un bar gay, consiguiéndoles identificaciones falsas. Esa noche, Blaine y Kurt llegan al bar gay, Scandals, presentan sus identificaciones falsas, y logran entrar. Allí se encuentran con Sebastian, quien invita a Blaine con una cerveza y le da a Kurt una bebida de color rosa sin alcohol, ya que era el conductor designado. Al cabo de un rato, Blaine y Sebastian van a bailar a la pista y Kurt se queda en la barra mirándolos, hasta que de pronto alguien se le acerca y le dice que será mejor que cuide a su novio. Kurt se voltea y ve a Dave Karofsky (Max Adler), quien lo saluda amablemente y pide una cerveza. Ambos se quedan charlando y Dave le cuenta que le está yendo bien en su nuevo colegio, y que se fue del McKinley High porque quería poder pasar su último año de secundaria jugando al fútbol sin que todos estuvieran repartiendo rumores sobre él. Dave le agradece a Kurt por nunca haber contado nada y mantenido su secreto. Kurt se despide de Dave y va a bailar con Blaine, separándolo de Sebastian.
Rachel llega a la casa de Finn (Cory Monteith) y le abre la puerta. Finn está muy triste, pero la felicita por su actuación. Rachel nota que no hay nadie más en la casa, y luego le pregunta a Finn que le pasa. Finn le revela que el reclutador no lo ha elegido, sino que han elegido a Shane. Finn, enojado, dice que es un fracasado, que ya no podrá jugar al fútbol en la universidad, ni tampoco es tan buen cantante como para ingresar a NYADA. Rachel intenta calmarlo, diciéndole que están creciendo, y que algunos sueños se cumplen, y otros simplemente cambian, pero no se pierden. 
Ambos se besan y comienzan a intimar, pero Finn la detiene, y Rachel le dice que pensó mucho en lo que le dijo la otra noche cuando estaban a punto de hacerlo y se dio cuenta de que fue muy egoísta y estúpida, y que ahora sabe que quiere estar con él porque lo ama, y esa es la única razón. 
A continuación vemos a Rachel y Blaine, en sus personajes de Tony y María, interpretando frente a la audiencia la parte de la obra donde cantan «One Hand, One Heart». Intercalado con esta escena, vemos a Finn y Rachel abrazándose en la cama pues Rachel ya había perdido la virginidad, y a Blaine y Kurt también abrazándose en la cama ambos también habían perdido la virginidad, mientras suena la canción. Las dos parejas pasan por un momento muy íntimo y romántico, y también vemos en el auditorio a Shannon tomada de la mano con Cooter, y a Emma abrazándose con Will.

## Producción
El episodio fue filmado el 23 de septiembre de 2011 y terminado de rodar el 14 de octubre de 2011. 
Los últimos nueve días se rodaron en paralelo con el sexto episodio, que comenzó a verse el 6 de octubre de 2011 y brevemente con siete episodios, que comenzaron a lanzarse el 13 de octubre de 2011

Grant Gustin  hace su primera aparición en Glee interpretando a Sebastian Smythe es un estudiante gay del Dalton Academy que está enamorado de Blaine. Su primera grabación en Glee fue el. El interpretó a Bobby John en el musical de West Side Story desde que se inauguró el 30 de septiembre de 2010, y dejó la obra el 23 de septiembre de 2011 para regresar a Glee.
A pesar de que regresan a Dalton Academy Warblers también en este episodio, no son la voz de la Tufts Beelzebubs, que cantó voces de respaldo para los números de la Warblers en la segunda temporada.
De acuerdo con Curt Mega, que canta en la pista principal Chipe en este episodio, los fondos fueron cantados por "Jon Hall, Baker y Brock Luke Edgemon y otros", con los tres hombres mencionados de haber interpretado en la segunda temporada. Algunos de los actores que interpretan a Warblers en la segunda temporada, incluyendo Hall y Mega, volvieron para la tercera temporada. Después de la Warblers fueron filmados el 3 de octubre de 2011, Domingo Barnes, quien interpretó a Trent en la segunda temporada, tuiteó a Gustin, "se mueve muy impresionante hoy en día, señor", a la que Gustin respondió: "Gracias hermano! son cosas divertidas!""
El papel recurrente importante en su debut en la serie fue de Eric Bruskotter interpretando a Cooter Menkins. Es un entrenador de fútbol del McKinley pero a la vez se enamora de Shanon Beiste el exrey de baile Dave Karofsky (Adler), el ganador de  The Glee Project Damian McGinty interpretando a Rory Flanagan y los padres de Mike Chang, Julia Chang and Mike Chang, Sr. (Tamlyn Tomita y Sim).
El episodio cuenta con seis interpretaciones musicales de West Side Story, "A Boy Like That" y "I Have a Love" por Rivera y Michele. Además,"Tonight" y "One Hand, One Heart" por Michele y Criss, y la interpretaciones musicales de Sharks y Jets, "America".
"Uptown Girl", interpretados por Dalton Academy Warblers, con Mega como líder vocal.

## Recepción
Tras la emisión del programa, los críticos no fueron tan entusiastas como los espectadores. Bobby Hankinson, de The Houston Chronicle, calificó este como "uno de los mejores episodios en las tres temporadas del programa, aunque no tan bueno como Asian F". James Poniewozik de Time las calificó de manera diferente, llamando a "The First Time" el "mejor episodio, en general, de la tercera temporada de Glee". Raymund Flandez de The Wall Street Journal dijo que tenía "historias fluidas", y Kevin Fallon de The Atlantic dijo que el episodio "trata a sus personajes de manera realista y envía un mensaje importante". Robert Canning de IGN le dio al episodio una "buena" calificación de 7.5 sobre 10. Erica Futterman, de Rolling Stone, escribió que fue "incómodo", y felicitó a los cuatro actores que interpretaron a las dos parejas. John Kubicek de BuddyTV dijo que el episodio lo enfureció "a gran escala". Amy Reiter, de Los Angeles Times, escribió que el episodio fue "mucho más romántico de lo que parece, mucho más sobre el amor que sobre el sexo", y varios revisores estuvieron de acuerdo, incluida Crystal Bell de AOLTV. Para Hankinson, sin embargo, "la lujuria adolescente se interpretó de manera demasiado segura, demasiado romántica".
Canning dijo que los "intentos de Kurt y Blaine de haciendo el amor fue un poco salvajes". Futterman elogió su salida del bar como una "escena muy fiel y honesta".  Emily VanDerWerff de The A.V. Club y Kubicek tuvieron problemas con la caracterización de Blaine. Este último afirmó que "solo se comporta como los escritores necesitan que se comporte para que la escena funcione", mientras que el primero dijo que la historia de la tercera temporada de Blaine "no ha sido mala de ninguna manera, pero se siente como Darren Criss es interpretar a alguien que es un poco diferente al chico que era en la temporada pasada". Bell quedó impresionado por la forma en que la relación de los personajes "inspira a los jóvenes homosexuales de una manera que aún no hemos visto en la televisión de la red" y los llamó "modelos a seguir para todos los adolescentes", y Fallon dijo que era "notable" y un "hito" que "la decisión de los personajes adolescentes homosexuales de perder su virginidad tiene el mismo peso que la de una pareja heterosexual". Anthony Benigno de The Faster Times caracterizó la escena con Kurt y Karofsky como "sutil", y Abby West de Entertainment Weekly la calificó como una "pequeña escena perfecta", mientras que Ausiello dijo que era su "escena favorita del episodio".
Poniewozik elogió la forma en que "Monteith realmente vendió la sensación de Finn de estar indefenso y superado", y Canning dijo que la reacción de Finn ante la admisión de Rachel de que quería tener relaciones sexuales debido a la obra fue un "momento sólido y verdadero". El razonamiento de Rachel, sin embargo, recibió duras críticas: Brett Berk, de Vanity Fair, dijo que "no era creíble ni divertido" que intentara tener relaciones sexuales por tal razón, Bell la llamó "tonta" y VanDerWerff no creyó que ella simplemente se lo diría a Finn. Vicki Hyman de Star-Ledger sintió que su decisión de ir hasta el final no "sonaba del todo cierto", y Poniewozik lo llamó "esencialmente sexo de lástima". Ausiello had a different view—"I would hardly call it pity sex"—and West said she was "going to choose to believe" that Rachel did not have her first time "just to make him feel better".
Varias de las escenas de Artie fueron criticadas. La escena en la que aconsejó a Rachel y Blaine que tuvieran relaciones sexuales fue vista por Poniewozik como "un conflicto forzado diseñado para conducir la trama" y altamente inverosímil por varias razones. Kubicek declaró que "actuar es fingir, y si Rachel es realmente una gran actriz, sería capaz de interpretar la emoción sin necesidad de tener relaciones sexuales". Bell y West hicieron puntos similares. Rae Votta de Billboard comentó sobre la trama "extraña" que involucraba a Artie y al entrenador Beiste, por lo que Kubicek calificó las acciones de Artie como "inapropiadas".